# Rzeki Hadesu
Rzeki Hadesu – powieść kryminalna autorstwa Marka Krajewskiego, wydana w 2012 roku przez Wydawnictwo Znak. 

## Treść
Rzeki Hadesu należą do cyklu powieści Marka Krajewskiego, których bohaterem jest lwowski komisarz policji Edward Popielski; pojawia się w nich jednak również postać Eberharda Mocka, komisarza niemieckiej policji, bohatera powieści kryminalnych o przedwojennym Wrocławiu. Powieść składa się z trzech części, poprzedzonych prologiem i zakończonych epilogiem:
1. Flegeton[1] – Edward Popielski, dawny komisarz Policji Państwowej we Lwowie, po zakończeniu wojny ukrywa się przed poszukującymi go Urzędem Bezpieczeństwa i NKWD we Wrocławiu. W 1946 r. zostaje porwana i zgwałcona Lucyna Brzozowska, córka pułkownika UB Placyda Brzozowskiego. Popielski, chociaż pozostaje na wolności, ze względu na rysopis porywacza jest jednym z podejrzanych.
2. Kokytos – część stanowiąca retrospekcję. Okoliczności porwania Lucyny Brzozowskiej przypominają Popielskiemu podobne zdarzenie we Lwowie w 1933 r., kiedy to porwano Elżbietę Hanasówną, córkę kierującego gangiem przemytników Zygmunta Hanasa. Popielski prowadził śledztwo w tej sprawie, sprawca wymknął się jednak z jego rąk. Popielski opowiada o tamtej sprawie swojemu przyjacielowi Eberhardowi Mockowi (który również musi się ukrywać we Wrocławiu). Przypuszcza, że obu czynów dokonała ta sama osoba.
3. Lete – Popielski drogą dedukcji ustala tożsamość porywacza i wspólnie z Mockiem postanawiają go schwytać.